# Ezzo van Lotharingen
Ezzo (ook: Ehrenfried) (ca. 955 - Saalfeld/Saale, 21 maart 1034) was paltsgraaf van Lotharingen en de machtigste edelman van Duitsland. Hij is de stamvader van de Ezzonen.

## Leven

de ruïne van de Tomburg

Ezzo volgde zijn vader Herman van Lotharingen op als paltsgraaf van Lotharingen en graaf van de Auelgau en de Bonngau. Hij woonde op de Tomburg, een kasteel boven op een vulkanische rots, in de omgeving van Rheinbach. Door zijn controle over de handel langs de Rijn verwierf hij grote rijkdom, en leefde hij voortdurend op gespannen voet met de bisschoppen van Keulen. Hij trouwde in het voorjaar van 991 met Mathilde (979 – Echtz, 4 november 1025), een zuster van koning Otto III. Mathilde was van jongs af aan opgevoed in het Sticht Essen, vermoedelijk om daar later abdis te worden. Haar huwelijk met Ezzo was vermoedelijk een politiek huwelijk, om Ezzo's steun voor het koningschap van de minderjarige Otto te verzekeren. Mathildes bruidsschat omvatte grote bezittingen in Thüringen en Franken.
Na de dood van Otto III probeerde Ezzo om zijn zoon Liudolf tot koning te laten kiezen. Door de listige politiek van zijn tegenstanders lukte dat niet en werd Hendrik II in 1002 tot koning gekozen. Hendrik bepaalde dat Mathildes bruidsschat terugviel aan de keizer. Hierdoor begon een langdurige vete tussen Hendrik en Ezzo. In 1012 werd die beslecht doordat Ezzo Hendrik versloeg bij Odernheim. Er werd een regeling getroffen waardoor Ezzo grote bezittingen bij Duisburg, Saalfeld en Kaiserswerth verwierf.
In 1024 stichtten Ezzo en Mathilde de abdij van Brauweiler waar beiden na hun dood werden bijgezet. Toen Mathilde in 1025 overleed, was de kloosterkerk van Brauweiler nog in aanbouw, haar begrafenisdienst werd daarom in een tent gehouden. Ezzo zou zijn overleden aan een ziekte, waarmee hij door een minnares zou zijn besmet.

## Familie en kinderen
Ezzo was zoon van paltsgraaf Herman van Lotharingen en diens vrouw Heilwig, dochter van Hucbold van Dillingen (graaf van Dillingen en Donauwörth) en Dietberg. Mathilde was dochter van keizer Otto II en keizerin Theophanu. Ezzo en Mathilde kregen de volgende kinderen:
- Richeza (rond 994–1063), huwde in 1013 met Mieszko II Lambert, koning van Polen (overleden 1034).
- Liudolf (rond 998–1031).
- Otto (rond 998–1047), paltsgraaf van Lotharingen tussen 1035–1045 en hertog van Zwaben tussen 1045 en 1047.
- Herman (rond 995–1056), aartsbisschop van Keulen van 1036 tot 1056.
- Adelheid, kanunnikes en abdis van de abdij van Nijvel. Overleden op 20 juni van een onbekend jaar, 1051 begraven te Brauweiler.
- Theophanu, abdis (1039) van het Stift Essen, abdis van Gerresheim en provoost van Rellinghausen.
- Heylwig/Heilwig, abdis van Neuss.
- Mathilde, abdis (1021) van Dietkirchen en Vilich.
- Sophia/Sophie (ovl. voor 1031), abdis van het Mariaklooster in Mainz
- Ida, non (1027) in het Mariaklooster in Mainz, abdis van de abdij van Gandersheim (1038),  abdis van Maria im Kapitol in Keulen (1049). Overleden op 7 of 8 april 1060 begraven in de basiliek van Maria im Kapitol.

Ezzo had ten minste drie onwettige kinderen:
- Hendrik, abt van de abdij van Gorze (1055), overleden 1 mei 1093
- Wazela, getrouwd met Rutger I van Kleef
- Ezzo, abt van Saalfeld (1063), overleden voor 1075

Het is opmerkelijk dat 8 kinderen van Ezzo abt of abdis werden, en dat bijna allemaal van oude en rijke kloosters die traditioneel sterke banden hadden met de Frankische en Duitse koningen. Dit onderstreept nog een keer de bijzondere machtspositie van Ezzo.